# Nysius longicollis
Nysius longicollis är en insektsart som beskrevs av Blackburn 1888. Nysius longicollis ingår i släktet Nysius och familjen fröskinnbaggar. Inga underarter finns listade i Catalogue of Life.